# Wervik
Wervik is een stad in de Belgische provincie West-Vlaanderen. De stad ligt langs de Leie, die er de grens met Frankrijk vormt. Aan de overzijde van de Leie ligt de Franse gemeente Wervicq-Sud (Zuid-Wervik). De stad heeft een oppervlakte van 4361 ha en ruim 19.000 inwoners, die Wervikanen worden genoemd.

## Geschiedenis
Wervik is een van de oudste steden in België.

### Prehistorie
Steentijdartefacten (vuursteenbijlen en speerpunten) werden gevonden op de wijk Laag-Vlaanderen en het domein Oosthove. De archeologische opgravingen aan de Pionier in 2009 leverden bewoningssporen uit de IJzertijd tot de Romeinse periode op.

### Romeinse tijd
Wervik lag in het gebied van de Menapiërs. 

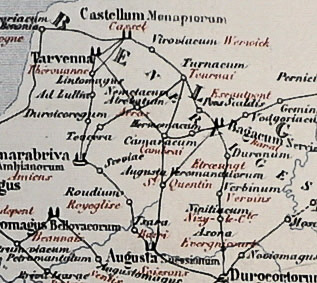
Viroviacum op het overzicht van Romeinse heirbanen (Desjardins, 1869)

Op de Romeinse wegenkaarten uit de 2de-3de eeuw is Wervik te vinden onder de naam Viroviacum (Itinerarium Antonini) of Virovino (Peutingerkaart). In de jaren 1950 werd daardoor etymologisch afgeleid dat er ooit een stam onder leiding van een hoofdman met de naam Virovos gewoond zou hebben. Dit is niet bewezen.
Viroviacum was een Romeinse halte op de Romeinse heirweg van Kassel naar Bavay, onderdeel van de baan van Boulogne naar Keulen. Tijdens de aanleg van de parking van de sporthal "De Vogel" in 1991 werd een deel van die weg teruggevonden. In 2009 werden ter hoogte van de splitsing Ten Brielensesteenweg - Virovioslaan de werken voor een nieuw sportcentrum gestart waarbij een splitsende Romeinse heirweg werd opgegraven. Er wordt aangenomen dat de weg daar vertakte naar Kassel en Belle. Er werden onder andere ook brandrestengraven en een Romeinse verdedigingsgracht opgegraven. Daarnaast vond men ook een Keltische boerderij met een waterput. In die waterput stak nog een stuk ladder. Na onderzoek bleek die te dateren uit de 3de tot 5de eeuw voor Christus.
Het stratenpatroon van het oudste gedeelte van de stad Wervik (Nieuwstraat - Groenstraat - Donkerstraat) vertoont een opmerkelijk dambordpatroon vergelijkbaar met Romeinse steden. In 2012 werd van werken aan de centrumstraten gebruikgemaakt om extra onderzoek uit te voeren naar het Romeins verleden van die straten. Er werden geen opmerkelijke vondsten gedaan. In 2016 en 2017 werd er op het bouwterrein van het toenmalige Volksbelang in de Duivenstraat, een aantal pottenbakkersovens ontdekt. Een kleinere voor en met fijner aardwerk, een aantal grotere die op 'industriële' praktijk wezen. De ovens zouden dateren uit de Flavische periode (69-96). In de ovens werden resten van misbaksels teruggevonden. Een dergelijke oven werd in de jaren 50 van de 20ste eeuw teruggevonden op de Steenakker en later op Oosthove, alle op ongeveer dezelfde afstand van de Sint-Jansbeek. Dit zou kunnen duiden op vroegere pottenbakkersindustrie.
In de stad zijn in de loop van de geschiedenis verschillende opmerkelijke vondsten uit de Romeinse tijd gedaan. Verschillende Romeinse munten, een aardewerken duifje, een beeldje van Mercurius, een Romeinse weegschaal en wat terra sigillata. De vondsten zijn te zien in het Wervikse Erfgoedhuis René Defrancq.
Opgravingen op het Sint-Maartensplein in het centrum legden onder meer de funderingen van de verdwenen Romaanse Sint-Maartenskerk bloot die gedeeltelijk bestonden uit Romeins afvalmateriaal. Volgens Jean-Baptiste Gramaye stond op die plaats een Romeins fanum ter ere van Mars of Priapus en was er in de 17de eeuw nog een standbeeld van die god te zien in de ruïnes van de kerk. De resten van de kerk werden in de 18de eeuw gesloopt.
Ook nog volgens Gramaye werd er in 1514 een muntstuk van Julius Caesar gevonden.

### Middeleeuwen
Onder de Franken gaf Wervik zijn naam aan het kanton pagus Firoviacensis of Viroviacensis. Het is niet bekend wanneer Wervik officieel stadsrechten kreeg, maar volgens Gramaye was Wervik al een stad in 1082.
In 1127 had Willem van Werveke, van de heerlijkheid van Elslande, als lid van de clan van de Erembalden meegewerkt aan de moord op Karel de Goede, waardoor een strafexpeditie werd opgezet en zijn kasteel met de grond werd gelijkgemaakt.
In de 13de eeuw was het aantal inwoners van Wervik sterk gestegen, dankzij de grote bloeiperiode van de lakenhandel die tot op de markten van het Verre Oosten doordrong. In 1297 werd de stad door Filips de Schone ingenomen en gedeeltelijk verwoest.
Tijdens de Gentse opstand van 1382 was Wervik een voorpost van het leger van Filips van Artevelde tijdens de Slag bij Westrozebeke. De opstand mislukte, en de stad werd door de Bretons geplunderd en in de as gelegd. Onder andere de Sint-Medarduskerk moest totaal heropgebouwd worden.
Wervik was nog niet volledig hersteld toen een grote brand in 1397 de stad terug verwoestte. Van de 820 woningen bleven er nog slechts 20 overeind. Jan Zonder Vrees gaf Wervik in 1401 een halle, als stimulans tot herstel en heropbloei.
In deze periode was Wervik een lakenstad die haar productie internationaal afzette via Brugge. Ten tijde van de grote brand werd nagenoeg alle Wervikse laken opgekocht door de Toscaan Francesco di Marco Datini via zijn Brugse agent Ambrogi.
In 1436 viel een deel van het garnizoen van Calais Wervik binnen en brandde de stad terug plat. In 1440 brandde de stad weer. De vele opeenvolgende branden kwamen vooral door het feit dat de huizen meestal in hout en stro werden opgetrokken, en dat de stad zonder ommuring geen weerstand kon bieden tegen invallen.
Na de opeenvolging van branden kreeg de stad te maken met de pest. In de jaren 1436 en 1468 had de epidemie de bevolking fel uitgedund.

### Habsburgse Nederlanden

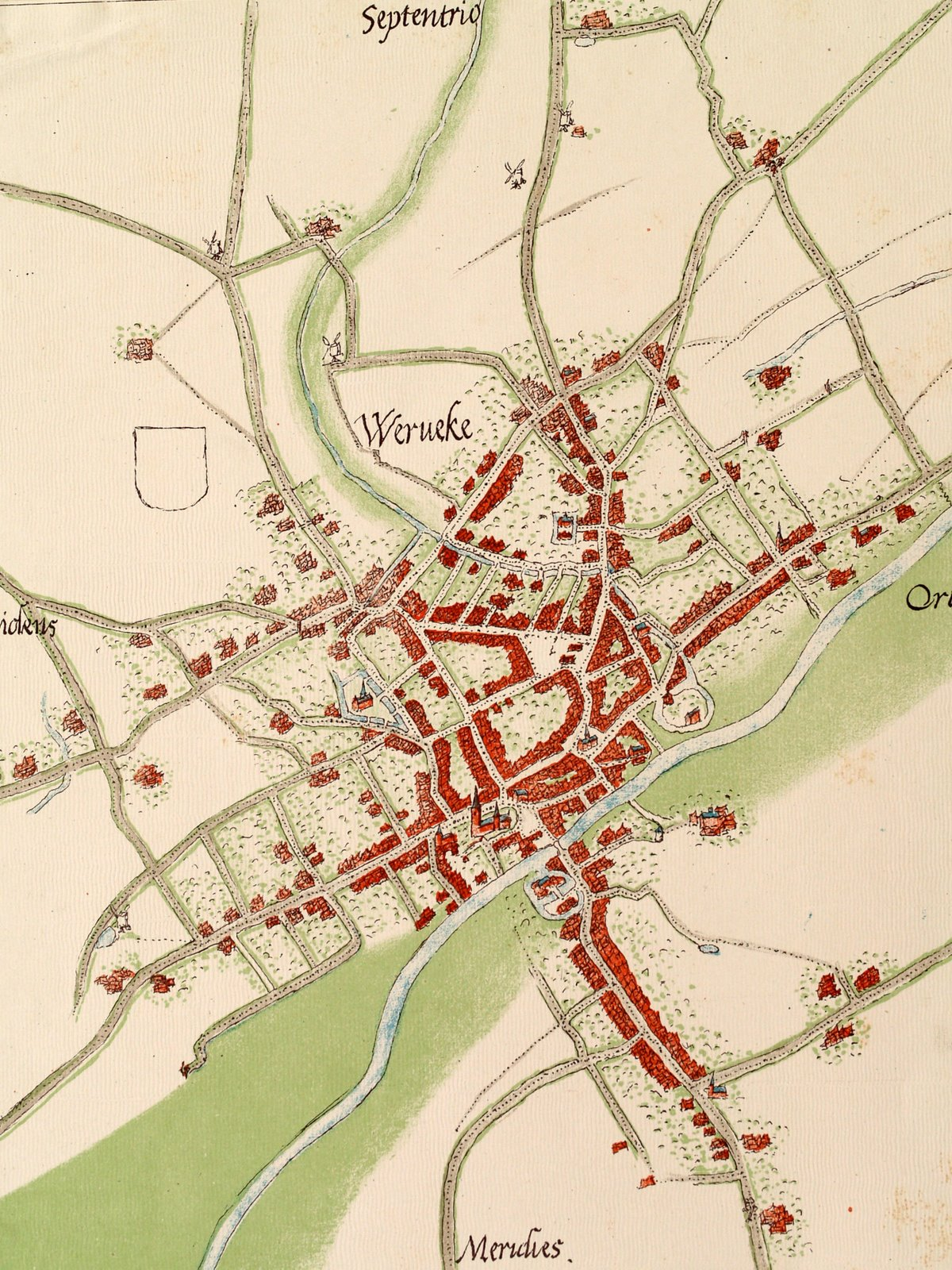
Wervik, ca. 1560

In het midden van de 16de eeuw kwam voor Wervik eindelijk een rustiger periode. De welvaart was echter verdwenen en de bevolking was tot ongeveer 3000 inwoners gedaald.
In augustus 1566 kreeg Wervik bezoek van de eerste groep rondtrekkende calvinisten uit de Westhoek. Religieuze beelden in de kerken werden kapotgeslagen. De Sint-Medarduskerk draagt nu nog steeds de sporen van de beeldenstorm.
Toen de Malcontenten onder leiding van Frans van Anjou in 1579 uit Menen werden verjaagd door troepen van de hugenoten onder leiding van François de La Noue, gingen ze zich in de Sint-Medarduskerk en het kasteel aan de andere kant van de Leie verschansen om de twee gebouwen als verdedigingspunt te gebruiken.
De La Noué kwam later, in de vroege ochtend van op 12 november 1579, met zijn troepen aan in Wervik. De gevechten duurden tot 16u die dag, waarna zowel de Sint-Medarduskerk als het kasteel uitgebrand waren. 40 malcontenten kwamen om, er werden 150 gevangenen genomen, en de rest vluchtte naar Komen.

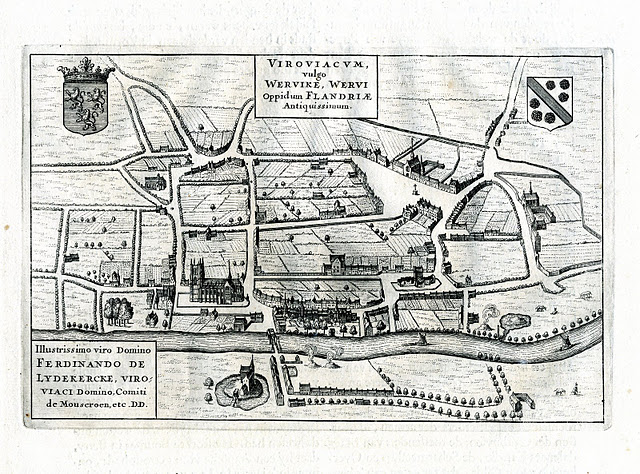
Wervik in Flandria Illustrata, 1649

In de 17de eeuw had de streek te lijden onder de aanhoudende aanhechtingspogingen van de Franse koning Lodewijk XIV. In 1668 werd Wervik door de Fransen ingenomen en nadien aan de Spaanse kroon gehecht tot 1678. Na de Vrede van Nijmegen dat jaar werd Wervik opnieuw Frans bezit. De voortdurende verarming van de stad zorgde ervoor dat deze toen slechts 3172 inwoners telde.
In 1713 werd door het Verdrag van Utrecht de stad in tweeën gedeeld. De Leie werd staatsgrens en scheidde de stad in een Frans Wervik (nu Wervicq-Sud) en een Oostenrijks Wervik. Voor de bevolking bleef de stad één geheel. De Sint-Medarduskerk bleef voor beide stadsdelen bijvoorbeeld de parochiekerk.

### Eerste Franse Republiek

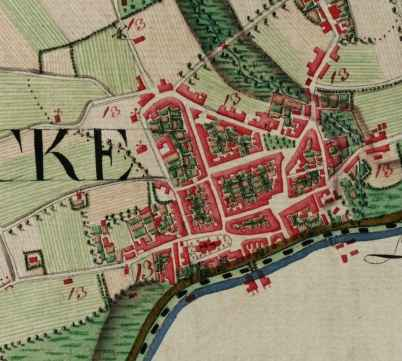
Wervik in 1777

Op 13 september 1793, tijdens de Eerste Coalitieoorlog, vochten bij Wervik dertienduizend Nederlanders tegen het Franse revolutionaire leger onder leiding van Daendels. De Nederlanders boden 5 uur lang wanhopig weerstand tegen de Fransen die veertigduizend man sterk waren. Hun vuur legde soms de helft van de Fransen om, maar door het revolutionaire idee van de dienstplicht werden de gesneuvelde Fransen onmiddellijk weer aangevuld, waardoor de Nederlanders zich moesten terugtrekken en Wervik in handen viel van de Fransen.
Onder de gekwetsten was ook de negentienjarige Prins Frederik, die gewond raakte aan zijn rechterschouder, en uiteindelijk nooit meer genas.
In mei 1794 werd Wervik geplunderd door Franse revolutionaire troepen onder leiding van Dominique Vandamme. De Sint-Medarduskerk werd volledig in de as gelegd.
Wervik werd deel van het Franse Leiedepartement en kwam in een periode van terreur, dwang en vervolging.

### Verenigd Koninkrijk der Nederlanden

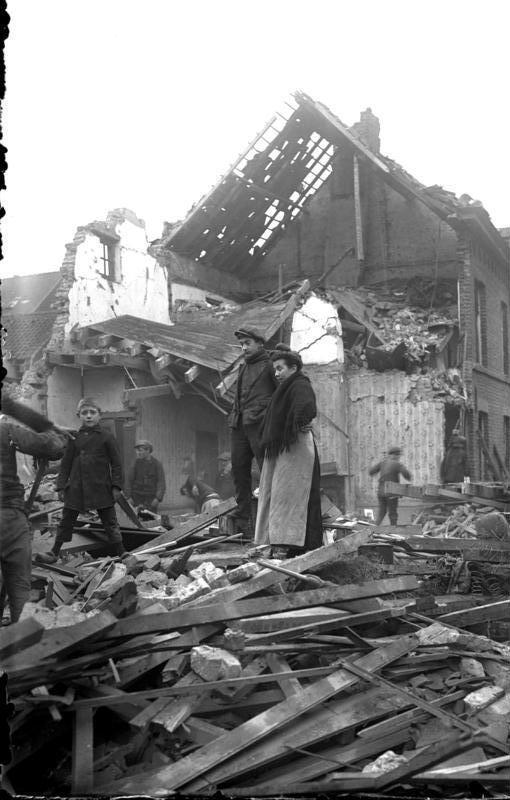
De Leiestraat na de bombardementen tijdens WO I

Na het Congres van Wenen in 1815 kwam de stad bij het Verenigd Koninkrijk der Nederlanden tot de Belgische Revolutie in 1830.

### Koninkrijk België
In 1830 werd Wervik een deel van België. Wervik had aan het begin van de 19e eeuw weinig industrie, maar veel Wervikanen gingen in de weverijen van het sterk geïndustrialiseerde Noord-Frankrijk aan de slag, waarvan een groot deel in Wervicq-Sud.
Op 14 januari 1853 kwam de eerste trein aan op de pas geopende spoorlijn Kortrijk-Wervik.

### Eerste Wereldoorlog
Tijdens de Eerste Wereldoorlog vielen Duitse troepen op 5 oktober 1914 de stad in. Een douanier had op 4 oktober 1914 Duitse Ulanen opgemerkt te Zuid-Wervik. Daarop draaide hij de draaibrug tussen Zuid-Wervik en Wervik open en smeet de sleutel in de Leie. De volgende dag kwamen de Duitsers terug en visten de sleutel op. Na een kort gevecht met de Rijkswacht werd de stad uiteindelijk veroverd. Wervik was de eerste stad net buiten het front, dus kreeg het een militair bestuur en werden Duitse soldaten er ingekwartierd en gewonden verzorgd. Adolf Hitler werd na een gasaanval in 1917 in Zuid-Wervik verzorgd. De Wervikanen werden gedwongen aan het werk gezet in hun fabrieken die nu de loopgravenoorlog dienden. In 1917 moest de bevolking de stad ontruimen omdat Engelse kanonnen op Wervik werden gericht en de stad in puin legden.
Wervik werd na de oorlog grotendeels herbouwd. De Brugse architect Huib Hoste voerde er enkele projecten uit, waaronder enkele huizenrijen, handelsgebouwen en de stadsriolering.
Tijdens de Tweede Wereldoorlog werd Wervik opnieuw door Duitse troepen bezet, tot de bewoners in 1944 door Canadese soldaten werden bevrijd.

## Bezienswaardigheden

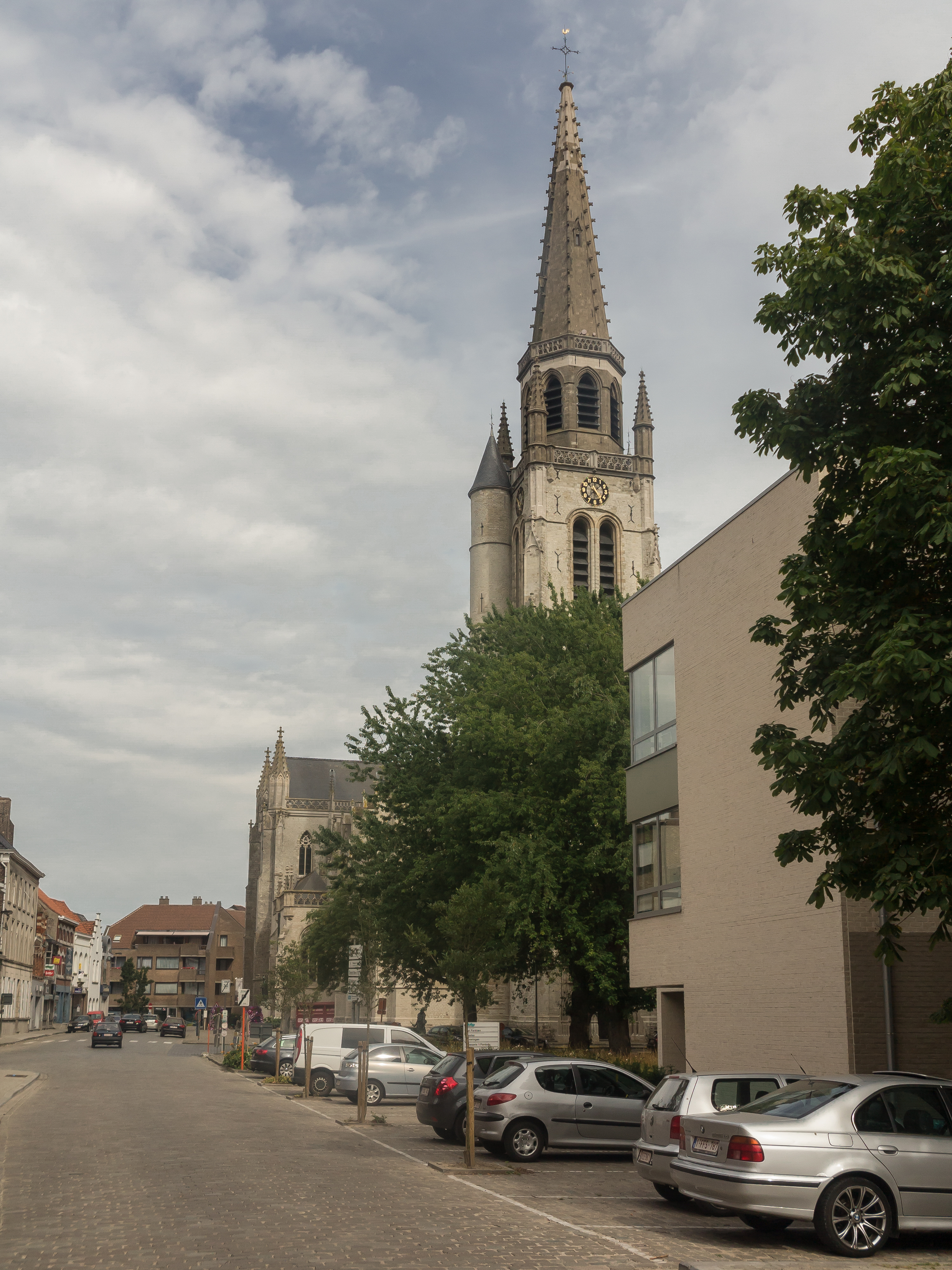
Parochiekerk Sint-Medardus

- De streek staat bekend voor haar tabaksteelt. In de stad bevindt zich het Nationaal Tabaksmuseum.
- In Wervik staan twee windmolens die recent gerestaureerd zijn en beide nog kunnen werken: de stenen Briekenmolen (bij het Tabaksmuseum) en de houten Kruisekemolen. Deze worden in de zomer een zondag op twee bediend door vrijwillige molenaars.
- De Sint-Medarduskerk is een van de grootste kerken van West-Vlaanderen en opgetrokken in verschillende stijlen (Romaans, maar grotendeels in gotiek: het koor en een deel van de kruisbeuk in Scheldegotiek, de rest in Brabantse hooggotiek).
- Het Grauwzustersklooster
- De Sint-Jozefkerk
- Beeldje De Tabaksnaaister, voor het stadhuis, door Roland Deserrano.

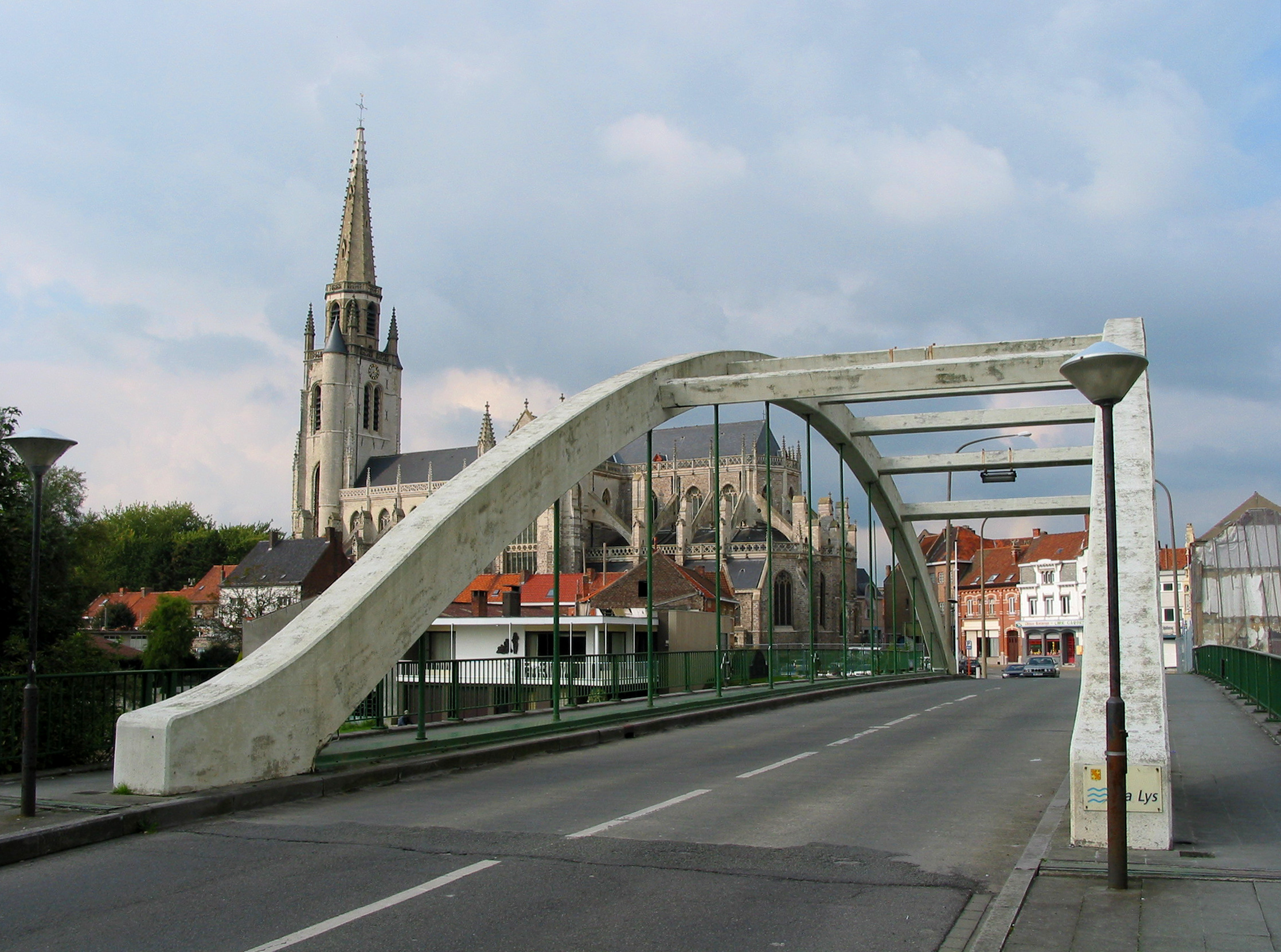
voormalige brug op de Leie.

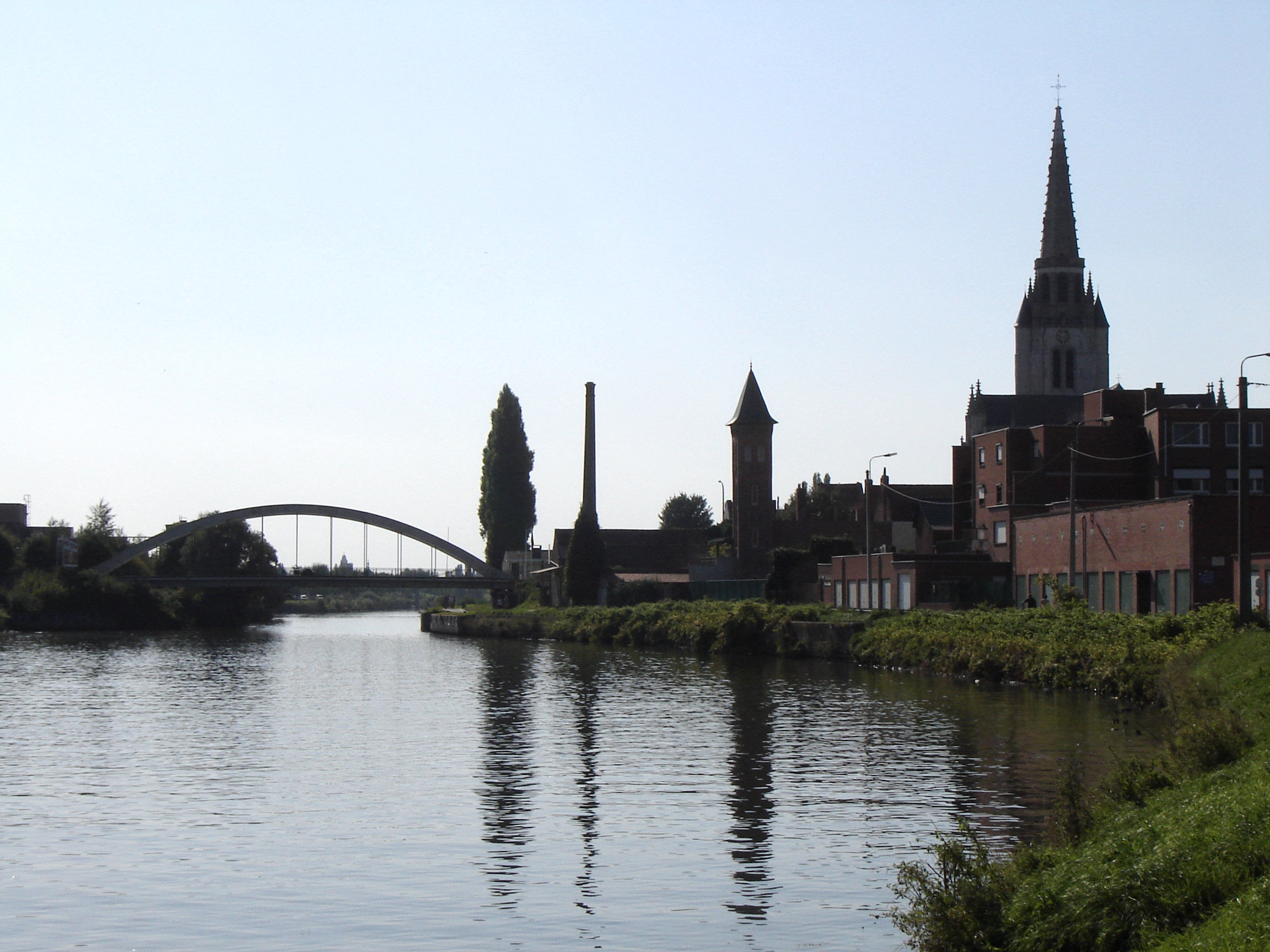
Wervik aan de Leie.

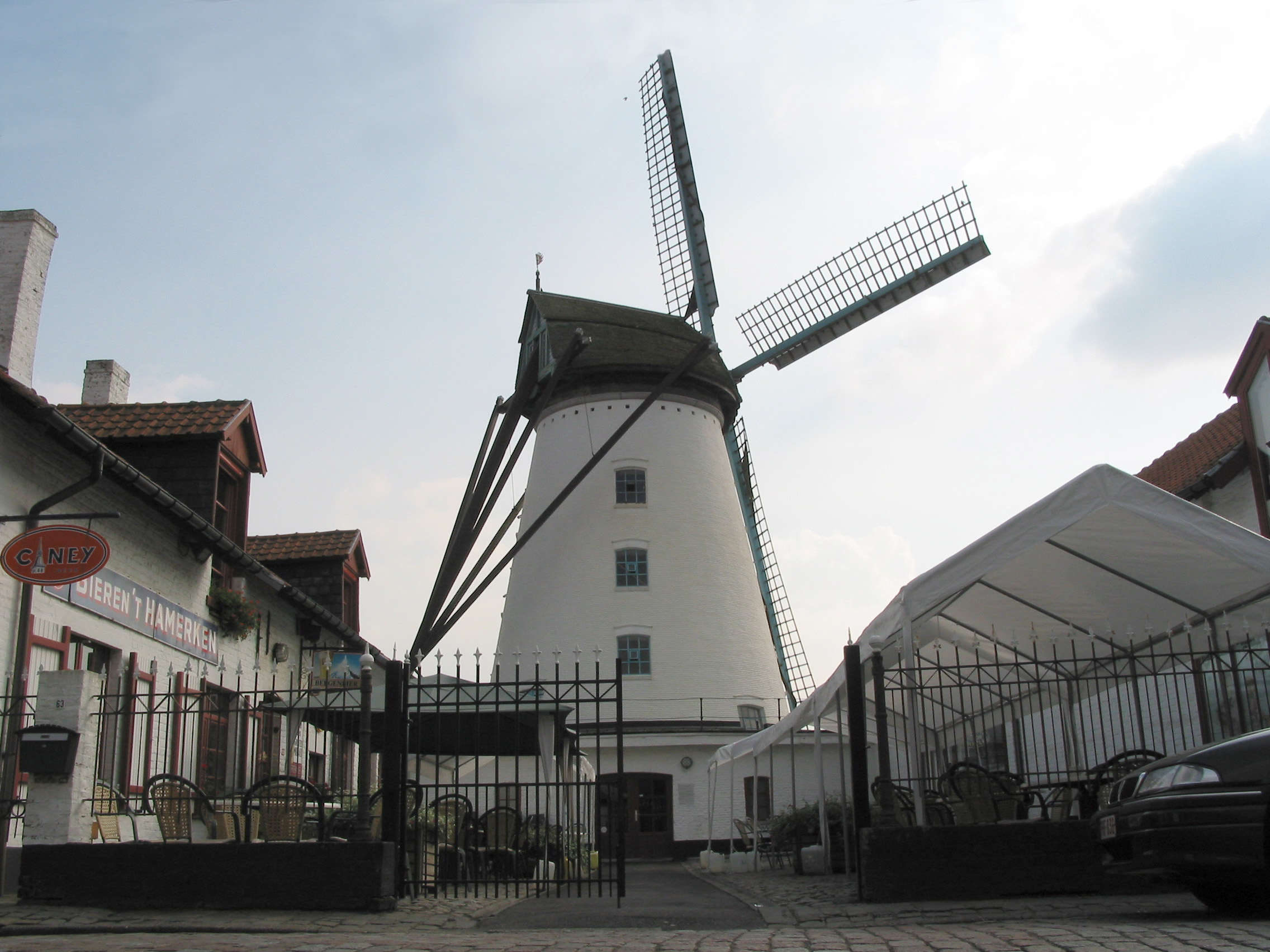
De oude windmolen, huidig tabaksmuseum en herberg.

## Natuur en landschap
Wervik ligt op de linkeroever van de Leie in Zandlemig Vlaanderen op een hoogte van ongeveer 20 meter. De rivier, of althans de oude loop daarvan, vormt de Belgisch-Franse staatsgrens. Wervik ligt ook aan de Belgische taalgrens: ten westen van Wervik ligt de Waalse exclave Komen-Waasten.

## Kernen
Naast Wervik-centrum ligt in de gemeente nog de deelgemeente Geluwe met het gehucht Ter Hand, iets ten noordoosten van Wervik, net buiten de nabijgelegen stad Menen, en het gehucht Kruiseke (III), een landelijk dorpje ten noorden van Wervik niet ver van de autosnelweg A19 Kortrijk-Ieper.
| # | Naam        | Opp. (km²) | Inwoners (2020) | Inwoners per km² | NIS-code |
| - | ----------- | ---------- | --------------- | ---------------- | -------- |
| 1 | Wervik (I)  | 22,57      | 12.092          | 536              | 33029A   |
| 2 | Geluwe (II) | 21,21      | 6.808           | 321              | 33029B   |

De gemeente Wervik grenst aan de volgende dorpjes en gemeenten:
| - a. Komen (stad Komen-Waasten) en het dorpje Ten Brielen - b. Zandvoorde (gemeente Zonnebeke) - c. Geluveld (gemeente Zonnebeke) - d. Beselare (gemeente Zonnebeke) - e. Dadizele (gemeente Moorslede) - f. Moorslede (gemeente) |

| - g. Menen (stad Menen) - h. Halluin (Frankrijk) - i. Bousbecque (Frankrijk) - j. Wervicq-Sud (Frankrijk) - k. Comines (Komen, Frankrijk) |

### Kaart

Wervik, deelgemeenten en buurgemeenten. De gele gebieden zijn bebouwde kernen.

## Demografische ontwikkeling

### Demografische evolutie voor de fusie
- Bronnen:NIS, Opm:1831 tot en met 1970=volkstellingen; 1976 = inwoneraantal op 31 december

### Demografische ontwikkeling van de fusiegemeente
Alle historische gegevens hebben betrekking op de huidige gemeente, inclusief deelgemeenten, zoals ontstaan na de fusie van 1 januari 1977.
- Bronnen:NIS, Opm:1831 tot en met 1981=volkstellingen; 1990 en later= inwonertal op 1 januari

| Inwoners van jaar tot jaar op 1 januari 1992 tot heden | Inwoners van jaar tot jaar op 1 januari 1992 tot heden | Inwoners van jaar tot jaar op 1 januari 1992 tot heden |
| jaar                                                   | Aantal                                                 | Evolutie: 1992=index 100                               |
| ------------------------------------------------------ | ------------------------------------------------------ | ------------------------------------------------------ |
| 1992                                                   | 17.924                                                 | 100,0                                                  |
| 1993                                                   | 17.936                                                 | 100,1                                                  |
| 1994                                                   | 17.914                                                 | 99,9                                                   |
| 1995                                                   | 17.900                                                 | 99,9                                                   |
| 1996                                                   | 17.831                                                 | 99,5                                                   |
| 1997                                                   | 17.841                                                 | 99,5                                                   |
| 1998                                                   | 17.804                                                 | 99,3                                                   |
| 1999                                                   | 17.859                                                 | 99,6                                                   |
| 2000                                                   | 17.796                                                 | 99,3                                                   |
| 2001                                                   | 17.744                                                 | 99,0                                                   |
| 2002                                                   | 17.617                                                 | 98,3                                                   |
| 2003                                                   | 17.526                                                 | 97,8                                                   |
| 2004                                                   | 17.466                                                 | 97,4                                                   |
| 2005                                                   | 17.609                                                 | 98,2                                                   |
| 2006                                                   | 17.607                                                 | 98,2                                                   |
| 2007                                                   | 17.690                                                 | 98,7                                                   |
| 2008                                                   | 17.791                                                 | 99,3                                                   |
| 2009                                                   | 18.022                                                 | 100,5                                                  |
| 2010                                                   | 18.134                                                 | 101,2                                                  |
| 2011                                                   | 18.264                                                 | 101,9                                                  |
| 2012                                                   | 18.374                                                 | 102,5                                                  |
| 2013                                                   | 18.398                                                 | 102,6                                                  |
| 2014                                                   | 18.435                                                 | 102,9                                                  |
| 2015                                                   | 18.426                                                 | 102,8                                                  |
| 2016                                                   | 18.529                                                 | 103,4                                                  |
| 2017                                                   | 18.689                                                 | 104,3                                                  |
| 2018                                                   | 18.643                                                 | 104,0                                                  |
| 2019                                                   | 18.767                                                 | 104,7                                                  |
| 2020                                                   | 18.909                                                 | 105,5                                                  |
| 2021                                                   | 18.864                                                 | 105,2                                                  |
| 2022                                                   | 19.020                                                 | 106,1                                                  |
| 2023                                                   | 19.190                                                 | 107,1                                                  |
| 2024                                                   | 19.209                                                 | 107,2                                                  |
| 2025                                                   | 19.207                                                 | 107,2                                                  |

## Politiek

### Structuur
| Wervik           | Wervik           | Supranationaal         | Nationaal                         | Nationaal                         | Gemeenschap               | Gewest                    | Provincie                 | Arrondissement  | Provinciedistrict | Kanton          | Gemeente        |
| ---------------- | ---------------- | ---------------------- | --------------------------------- | --------------------------------- | ------------------------- | ------------------------- | ------------------------- | --------------- | ----------------- | --------------- | --------------- |
| Administratief   | Niveau           | Europese Unie          | België                            | België                            | Vlaanderen                | Vlaanderen                | West-Vlaanderen           | Ieper           | Ieper             | Ieper           | Wervik          |
| Administratief   | Bestuur          | Europese Commissie     | Belgische regering                | Belgische regering                | Vlaamse regering          | Vlaamse regering          | Deputatie                 | Deputatie       | Deputatie         | Deputatie       | Gemeentebestuur |
| Administratief   | Raad             | Europees Parlement     | Kamer van volksvertegenwoordigers | Kamer van volksvertegenwoordigers | Vlaams Parlement          | Vlaams Parlement          | Provincieraad             | Provincieraad   | Provincieraad     | Provincieraad   | Gemeenteraad    |
| Kiesomschrijving | Kiesomschrijving | Nederlands Kiescollege | Kieskring West-Vlaanderen         | Kieskring West-Vlaanderen         | Kieskring West-Vlaanderen | Kieskring West-Vlaanderen | Kieskring West-Vlaanderen | Kortrijk-Ieper  | Ieper             | Wervik          | Wervik          |
| Verkiezing       | Verkiezing       | Europese               | Federale                          | Federale                          | Vlaamse                   | Vlaamse                   | Provincieraads-           | Provincieraads- | Provincieraads-   | Provincieraads- | Gemeenteraads-  |

### Burgemeesters
Burgemeesters van Wervik waren:
- 1791 - 1792 : Fauvarque
- 1792 - 179? : Castelain
- 1800 - 1805 : Benoit Paret[4]
- 1806 - 1807 : Joseph Col[4]
- 1807 - 1809 : Guillaume Castelein[4]
- 1809 - 1822 : Jean Dominique Gheerbrandt (of Gheerbrant)[4]
- 1895 - 1903 : August Smagghe (eerste katholieke burgemeester)
- 1904 - 1915 : August Verhaeghe (katholiek)
- 1915 - 1921 : Jean-Baptiste Dumont (katholiek)
- 1921 - 1933 : Paul Leroux (katholiek)
- 1933 - ? : Ernest Vandecandelaere (katholiek/CVP)
  - ? - 1944? : Abel Deryckere (oorlogsburgemeester, V.N.V.)
- 1944? - 1950 : Ernest Vandecandelaere (katholiek/CVP)
- ? - ? : Rudolf Deleu (CVP)
- 1953 - 1971 : Jozef De Geest
- 1971 - 1982 : Norbert De Meerschman (CVP)
- 1983 - 1988 : Albert Deconinck (SP)
- 1989 - 2000 : Rosa Lernout-Martens (VU/Aktief)
- 2001 - 2012 : Johnny Goos (sp.a)
- 2013 - ... : Youro Casier (sp.a/Vooruit)

### Resultaten gemeenteraadsverkiezingen sinds 1976
| Partij of kartel     | Partij of kartel                                                        | 10-10-1976 | 10-10-1976 | 10-10-1982 | 10-10-1982 | 9-10-1988 | 9-10-1988 | 9-10-1994 | 9-10-1994 | 8-10-2000 | 8-10-2000 | 8-10-2006 | 8-10-2006 | 14-10-2012 | 14-10-2012 | 14-10-2018 | 14-10-2018 | 13-10-2024 | 13-10-2024 |
| Stemmen / Zetels     | Stemmen / Zetels                                                        | %          | 25         | %          | 25         | %         | 25        | %         | 25        | %         | 25        | %         | 25        | %          | 25         | %          | 25         | %          | 25         |
| -------------------- | ----------------------------------------------------------------------- | ---------- | ---------- | ---------- | ---------- | --------- | --------- | --------- | --------- | --------- | --------- | --------- | --------- | ---------- | ---------- | ---------- | ---------- | ---------- | ---------- |
|                      | SP1/ sp.a2/ Vooruit3                                                    | 19,781     | 5          | 23,471     | 6          | 25,761    | 7         | 30,51     | 8         | 41,121    | 12        | 29,12     | 8         | 26,92      | 8          | 33,52      | 9          | 27,1 3     | 8          |
|                      | CVP1/ CD&V2                                                             | 59,651     | 17         | 42,851     | 12         | 34,741    | 9         | 25,551    | 7         | 22,881    | 6         | 272       | 8         | 27,22      | 8          | 24,52      | 6          | 20,92      | 5          |
|                      | VU1/ AKTIEF2/ IMPULSA/ N-VA3                                            | 9,431      | 1          | 18,051     | 4          | 25,311    | 6         | 25,742    | 7         | 20,122    | 5         | 18,0A     | 4         | 17,83      | 5          | 15,43      | 3          | 18,03      | 4          |
|                      | PVV-GB1/ PVV2/ VLD3/ IMPULSA/ Open Vld4/ Open Vld-Groen-PPB/ Team 2030C | 11,141     | 2          | 13,651     | 3          | 14,192    | 3         | 12,393    | 3         | 10,483    | 2         | 18,0A     | 4         | 14,44      | 3          | 26,6B      | 7          | 17,8C      | 4          |
|                      | Positief Project2/ Open Vld-Groen-PPB/ Team 2030C                       | -          |            | -          |            | -         |           | -         |           | -         |           | 6,32      | 1         | 8,52       | 1          | 26,6B      | 7          | 17,8C      | 4          |
|                      | Groen! en spirit1/ Positief Project2/ Open Vld-Groen-PPB/ Team 2030C    | -          |            | -          |            | -         |           | -         |           | -         |           | 4,61      | 0         | 8,52       | 1          | 26,6B      | 7          | 17,8C      | 4          |
|                      | Vlaams Blok1/ Vlaams Belang2                                            | -          |            | -          |            | -         |           | -         |           | 5,411     | 0         | 152       | 4         | 5,12       | 0          | -          |            | 16,12      | 4          |
| Anderen(*)           | Anderen(*)                                                              | -          |            | 1,99       | 0          | -         |           | 5,83      | 0         | -         |           | -         |           | -          |            | -          |            | -          |            |
| Totaal stemmen       | Totaal stemmen                                                          | 12763      | 12763      | 12585      | 12585      | 12843     | 12843     | 12736     | 12736     | 12799     | 12799     | 12880     | 12880     | 13018      | 13018      | 13054      | 13054      | 8897       | 8897       |
| Opkomst %            | Opkomst %                                                               |            |            |            |            | 95,62     | 95,62     | 94,38     | 94,38     | 94,11     | 94,11     | 94,48     | 94,48     | 93,53      | 93,53      | 93,7       | 93,7       | 64,2       | 64,2       |
| Blanco en ongeldig % | Blanco en ongeldig %                                                    | 3,32       | 3,32       | 4,93       | 4,93       | 5         | 5         | 5,18      | 5,18      | 5,06      | 5,06      | 4,73      | 4,73      | 5,82       | 5,82       | 8,0        | 8,0        | 2,0        | 2,0        |

De zetels van de gevormde coalitie staan vetjes afgedrukt. De grootste partij staat in kleur.

(*) 1982: VDP (1,35%), PVDA (0,64%) / 1994: FORUM (4,93%), VVP (0,9%)

### Bestuur 2024-2030
Het bestuur van Wervik bestaat uit een coalitie van Vooruit en CD&V, die beschikt over een meerderheid van 13 op 25 zetels.
De volgende personen maken deel uit van het bestuur:
| College van burgemeester en schepenen | College van burgemeester en schepenen                                                                    |
| ------------------------------------- | --- |
| Burgemeester                          | Youro Casier (Vooruit)                                                                                   |
| Schepenen                             | Bercy Slegers (CD&V) Geert Bossuyt (Vooruit) Yves Oblin (CD&V) Tom Durnez (CD&V) Lien Deblaere (Vooruit) |

## Verkeer en vervoer
Door het noorden van de gemeente loopt de snelweg A19, met afrit 2a (Geluwe) en afrit 3. Iets ten zuiden van de snelweg loopt daarmee ongeveer parallel de N8, de oude steenweg tussen Ieper en Menen. Vanaf de snelweg loopt door Wervik de N58 naar de Waalse exclave Komen-Waasten.
Het Station Wervik ligt op spoorlijn 69 tussen Kortrijk en Poperinge.

## Geboren in Wervik
Merk op dat sinds eind de jaren 1960 geen materniteit meer is in Wervik.  Dat maakt dat jongere verdienstelijke inwoners van Wervik niet meer ter plekke geboren zijn, maar in het naburige Menen of Ieper. Uitzonderlijke thuisbevallingen niet nagelaten.
- Sam Bennett, Iers wielrenner

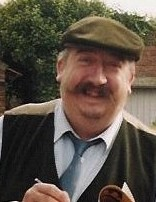
Ronny Coutteure, In Wervik geboren en bekend van 'The Young Indiana Jones'.

- Frans-Jozef Blieck, schrijver en dichter
- Max Blieck, schrijver, dichter, kunstcriticus, Brussels apotheker en art-nouveau architect
- Gustave Breyne, politicus en oud-minister
- Peter Bulckaen, acteur
- Ronny Coutteure, filmacteur, schrijver, tv- en radiopresentator, zanger
- Wim Delvoye, kunstenaar
- Jef Demuysere, wielrenner
- Wouter Deprez, stand-upcomedian en cabaretier
- Arthur De Schrevel, Rooms-katholiek priester en historicus
- Gerard Desreumaux, accordeonist
- Gaston Durnez, auteur, schrijver, redacteur
- Auguste Ferrant, Belgisch volksvertegenwoordiger, textielondernemer en arts
- Paul Ferrant, Belgisch politicus en textielondernemer
- David Galle, stand-upcomedian
- Diederik van Gherbode/Thierry Gherbode, middeleeuwse diplomaat en raadgever van Lodewijk Van Male, Filips de Stoute en Jan Zonder Vrees
- Johnny Goos (1942-2023), politicus
- Guilhelmus Lapidanus, middeleeuwse humanist
- Jozef Lelan (1868-1953), beeldhouwer
- Ward Lernout, kunstschilder
- Gonda Lesaffer, dichteres
- Yves Leterme, oud-premier van de Belgische federale regering
- Andy Malengier, tuin- en landschapsarchitect, kunstenaar
- André Nollet, cartoonist
- Ghislaine Nuytten (1954-2022), voormalig fotomodel, mode-experte, presentatrice, modejournaliste, trendwatcher
- Josiane Vanhuysse, wielrenster, Belgisch kampioene en etappewinnares Tour de France Féminin
- Karel Waignein, kunstfotograaf
- Robert Wancour, wielrenner
- Willem van Werveke, Heer van Wervik, lid van de clan van de Erembalden en moordenaar van Karel de Goede in 1127

## Partnersteden
- België: Harelbeke, West-Vlaanderen
- Frankrijk: Wervicq-Sud, Hauts-de-France
- Duitsland: Flossenbürg

## Nabijgelegen kernen
Kruiseke, Ten Brielen, Komen, Geluwe, Menen, Wervicq-Sud